# Саулявичюс, Антанас Юозович
Антанас Юозович Саулявичюс — советский литовский хозяйственный деятель, Герой Социалистического Труда.

## Биография
Родился в 1921 году в Рутке. Член КПСС с 1959 года.
В 1953—1981 — шофёр Алитусской автотранспортной колонны Министерства автомобильного транспорта Литовской ССР.
Указом Президиума Верховного Совета СССР от 4 мая 1971 года присвоено звание Героя Социалистического Труда с вручением ордена Ленина и золотой медали «Серп и Молот».
Депутат Верховного Совета Литовской ССР 9-го созыва.
Умер после 1987 года в Алитусе.

## Награды и звания
- Герой Социалистического Труда (04.05.1971)
- Орден Ленина (04.05.1971)